# Verdorfung
Als Verdorfung (villagization) bezeichnet man den Prozess der Verdichtung von Kleinsiedlungen zu Dörfern während der Dorfgenese im Hochmittelalter.
Dabei erfolgte einerseits eine Umstrukturierung der Siedlungstopographie, indem eine ältere Streusiedlungsweise von einer geschlossenen Ortslage abgelöst wurde, z. B. also einzelne Weilersiedlungen durch eine Konzentration zum Dorf und vom Personenverband zum Gebietsverband, also zur Gemeindebildung. 
Der gegenläufige Prozess ist die Vereinödung. Hierbei werden Dörfer zugunsten von Einzelhöfen aufgelöst, bei denen die gesamte Landfläche in unmittelbarer Nähe des Hofes liegt. Oft wurde damit auch die Reduzierung der Brandgefahr angestrebt.

## Merkmale und Verlauf
Die Verdorfung ging nach Sablonier einher mit der Vergetreidung und Verzelgung, d. h. mit der Zusammenlegung der Felder, sowie mit dem Rückgang des herrschaftlichen Einflusses und dem Übergang zur Rentenwirtschaft. Gegen Ende des 13. Jahrhunderts kam es zur Entstehung von Nutzungsgenossenschaften, die die Produktion und die Nutzung der Allmende regelten. Die Rolle der Grundherrschaft wurde seit dem 14. Jahrhundert immer weiter eingeschränkt durch die Landesherrschaft (z. B. der Habsburger), die drückende Steuern erhoben.
Im Spätmittelalter ging etwa jedes vierte Dorf in Deutschland wegen Seuchen, Hungersnöten und der steigenden Anziehungskraft der Städte wieder zugrunde.
Der Begriff der Verdorfung wurde in den 1940er Jahren von der historischen Geographie geprägt (Müller-Wille). Inzwischen hat die Archäologie viele neue Quellen erschlossen, wobei die Prozesse der Verdorfung von dem Archäologen Rainer Schreg unter den Begriff der Dorfgenese subsumiert werden. 
Gelegentlich wird statt des Verdorfungsbegriffs auch der der Verdörflichung im Sinne einer Lokalisierung der Siedlungs- und Herrschaftsstrukturen verwendet (so für Frankreich seit dem 12. Jahrhundert). Diese seltenere Begriffsverwendung ist nicht zu verwechseln mit Verdörflichung im Sinne eines Rückbaus oder Verlusts urbaner Strukturen, der sog. Ruralisierung.

## Andere Begriffsverwendungen
Die Politik der Militärregierung Burundis zur Zwangsumsiedlung und Zusammenlegung von Flüchtlingen in neu gegründeten Dörfern zwecks besserer Kontrolle wurde als Verdorfung (villagization) bezeichnet. Ähnliche Zwangsumsiedlungen fanden unter der britischen Herrschaft in Malaya und Uganda, ferner in Südrhodesien sowie im Vietnamkrieg statt, wo Menschen in „modernen“, „sauberen“ befestigten Siedlungen zusammengefasst wurden (Strategic Hamlet Program). Auch den Prozess der Zusammenfassung von Streusiedlungen in größeren Dörfern mit besserer Infrastruktur mit dem Ziel der Schaffung großer zusammenhängender Agraranbauflächen, wie er von indischen Investoren in Äthiopien betrieben und teils sehr kritisch gesehen wurde, bezeichnet man als Verdorfung. In Tansania wurden seit 1973 Gemeinschaftsdörfer mit verbesserter Infrastruktur teils mit erheblicher Druckausübung zwecks Erhöhung der landwirtschaftlichen Produktivität eingeführt; auch diesen Prozess bezeichnete man als Verdorfung.
In neuerer Zeit wurde der Begriff der Verdorfung oder Verdörflichung auch für die Konjunktur volkstümlicher Kulturformen und folkloristischer Vereinigungen in den Großstädten um 1900 oder für die Politik der Begrünung der Brachflächen schrumpfender Städte benutzt. Dass die Großstadt im 21. Jahrhundert kein „Sehnsuchtsort“ mehr ist, spiegelt sich in der zunehmenden Zahl deutscher Romane, die auf dem Dorf spielen. Auch hierfür wurde der Begriff der „Verdorfung der Literatur“ geprägt.